# Super Daddy Yeol
Super Daddy Yeol (슈퍼대디 열?, Syupeodaedi YeolLR) è un drama coreano del 2015.

## Trama
Cha Mi-rae scopre di avere una malattia terminale, che le lascia meno di un anno di vita; dato che ha una bambina piccola, decide di cercare il suo ex-fidanzato per "creare un papà" adatto a lei.